# Hněvošice
Obec Hněvošice (v místním nářečí Něboščice, polsky Gniewoszyce, německy Schreibersdorf) se nachází v okrese Opava v Moravskoslezském kraji. Žije zde přibližně 1 000 obyvatel.
Ve vzdálenosti 8 km jižně leží město Kravaře, 11 km jihozápadně statutární město Opava, 18 km jižně město Hlučín a 24 km severozápadně město Krnov.

## Název
České jméno vesnice bylo přeneseno od původního pojmenování jejích obyvatel Hněvoščici, které bylo odvozeno od osobního jména Hněvošek (zdrobněliny od Hněvoš, což byla domácká podoba některého jména obsahujícího -hněv-, např. Hněvomír, Spytihněv) a znamenalo "Hněvošovi lidé". Tvar Hněvošice vznikl zjednodušením hláskové skupiny šč (v lidové mluvě se jméno změnilo na Něboščyce přichýlením k něboščyk). Německy je ve všech dokladech vesnice jmenována jako Schreiber(s)dorf - "písařova/Písařova ves". Německé jméno bylo dáno nezávisle na českém.

## Historie

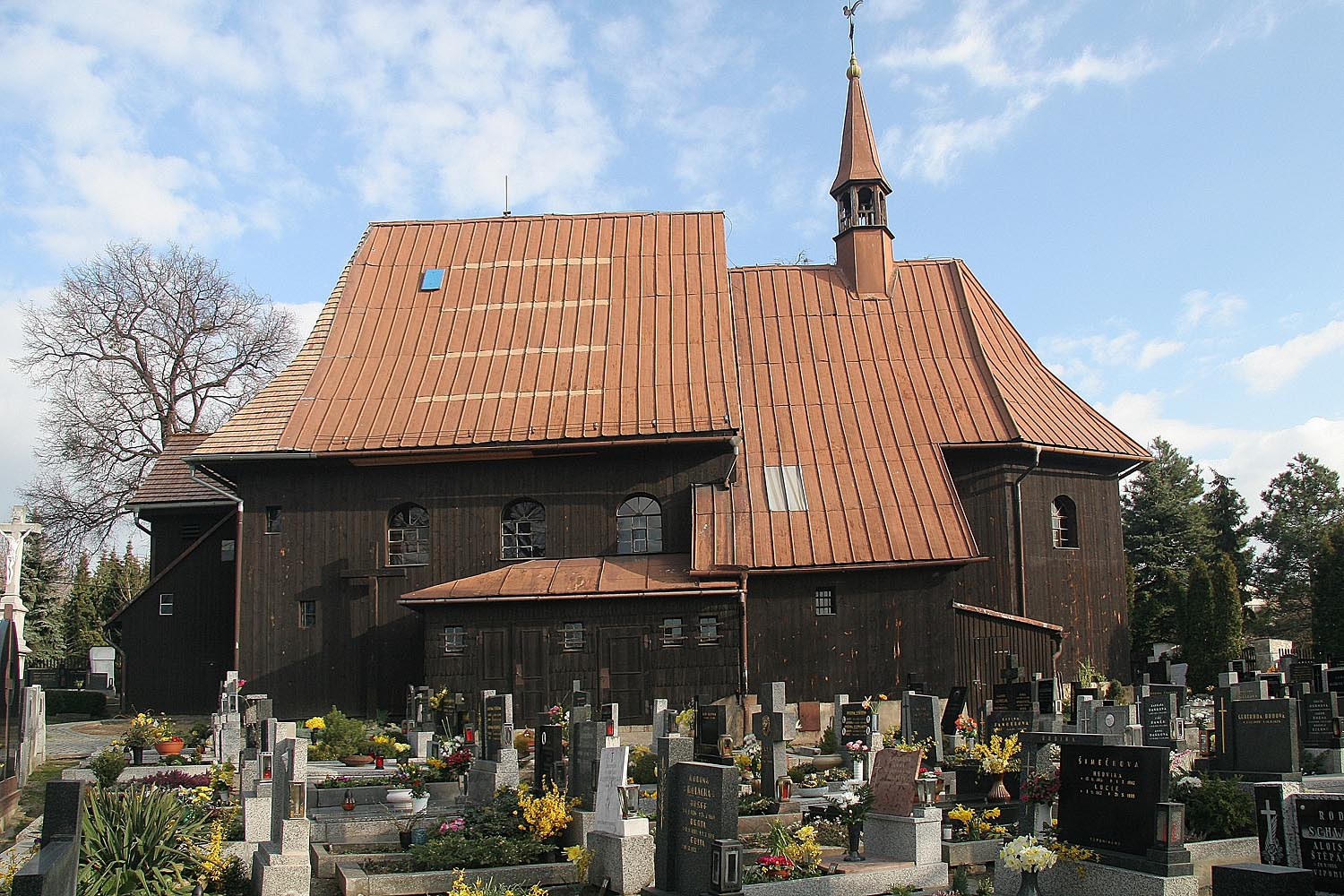
dřevěný barokní kostel svatého Petra a Pavla

První písemná zmínka o obci pochází z roku 1288. V době barokní panství zakoupili Šárovcové z Šárova, z nichž Jan Rudolf zde měl dát vystavět zámek.

## Sport
Hraje zde fotbalový klub TJ Sokol Hněvošice, který byl založen roku 1926 a do roku 1978 byl ve 3.fotbalové lize. Působí tu i sbor dobrovolných hasičů.

## Pamětihodnosti
- Dřevěný kostel svatého Petra a Pavla z roku 1730 je chráněn jako kulturní památka.
- Zajímavá je rovněž novostavba kostela Krista Dobrého pastýře.
- Na západním pomezí Hněvošic se zvedá Almin kopec (315 m), nejvyšší vrchol české části Opavské pahorkatiny.
- Přírodní rezervace Hněvošický háj.

## Galerie

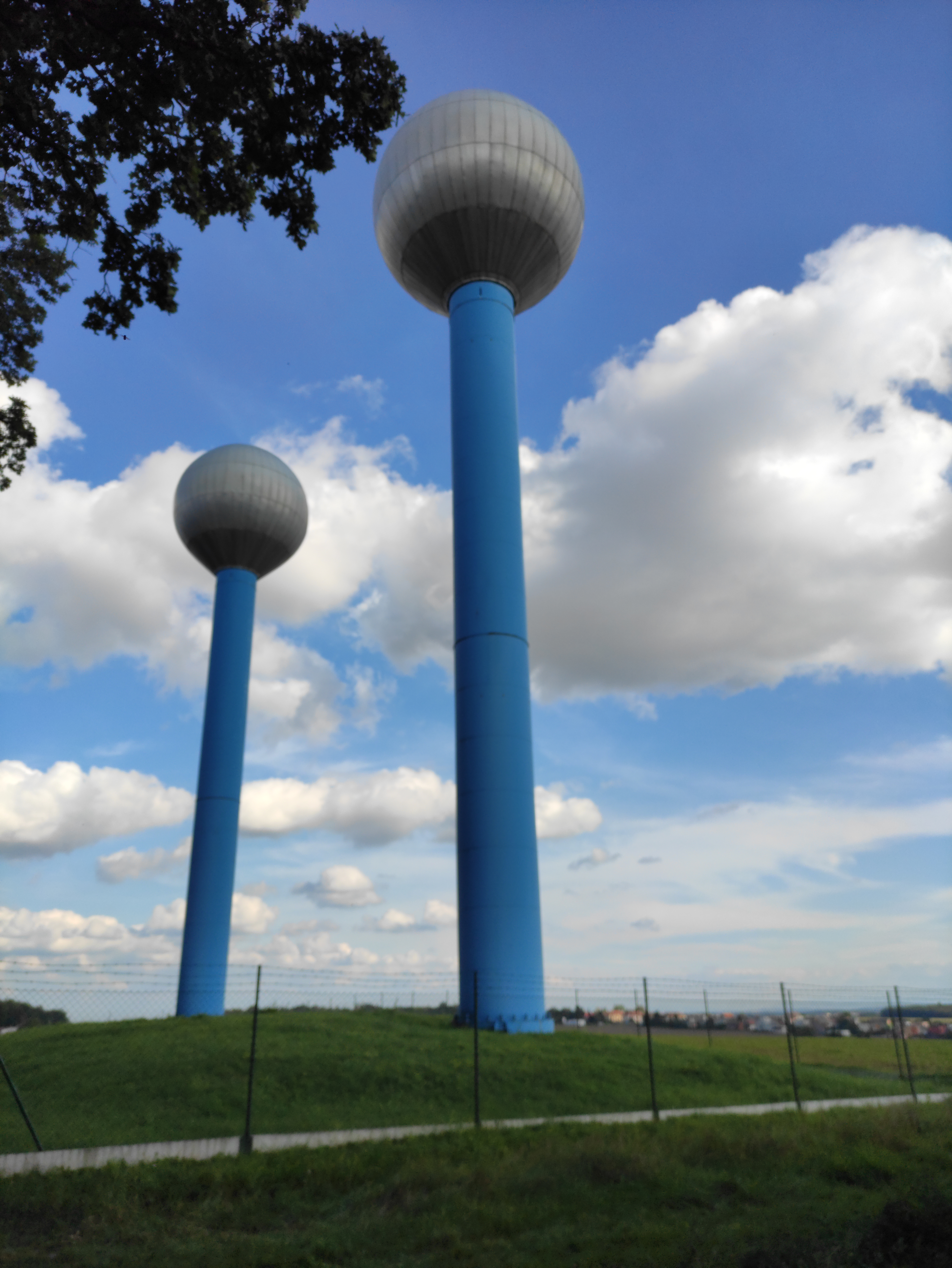
Věžový vodojem.
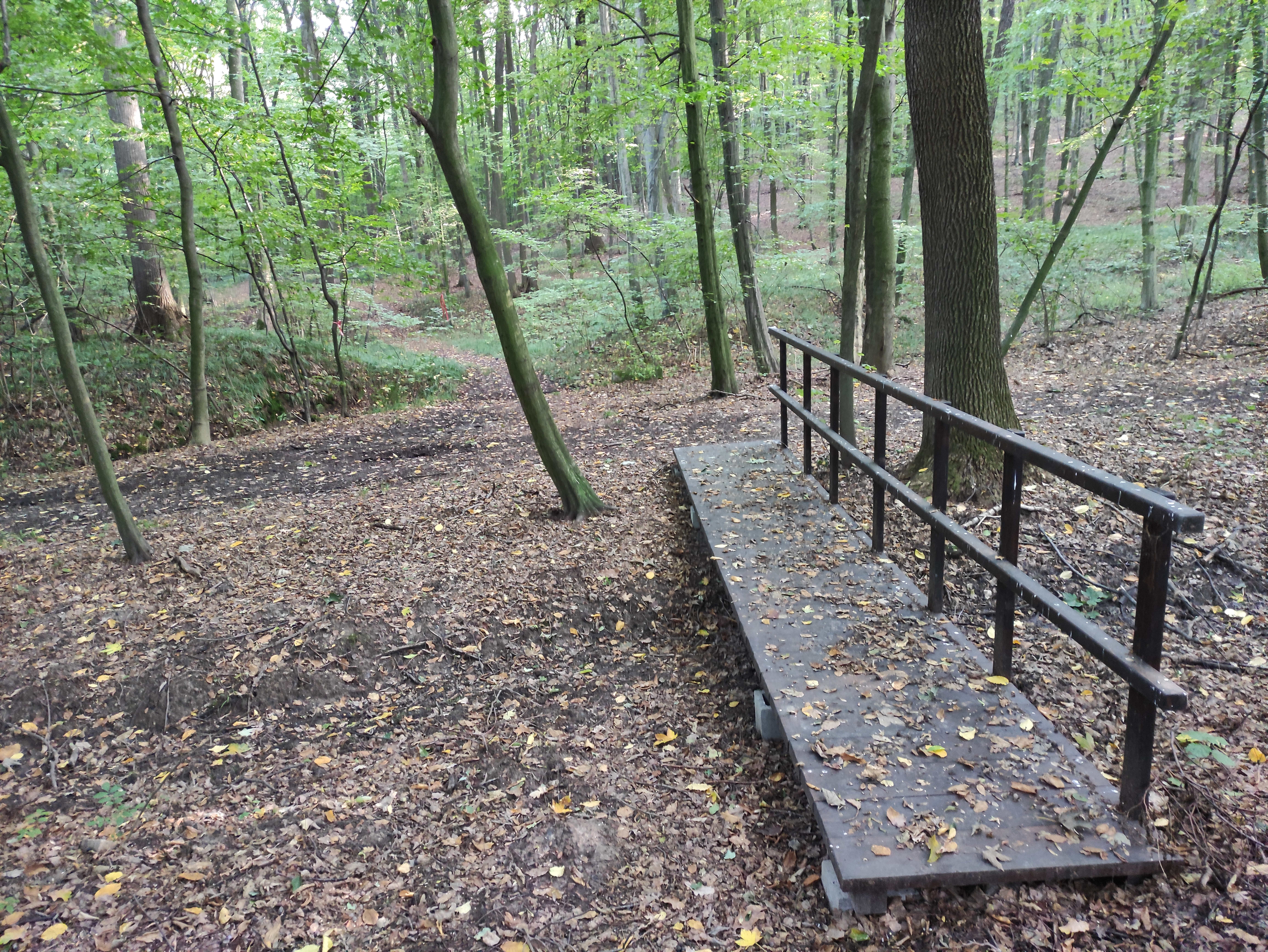
Přírodní rezervace Hněvošický háj